# Mini-pc

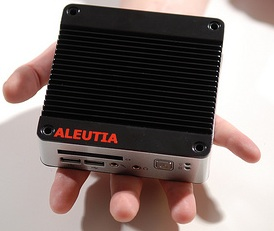
Een mini-pc ongeveer zo groot als een handpalm.

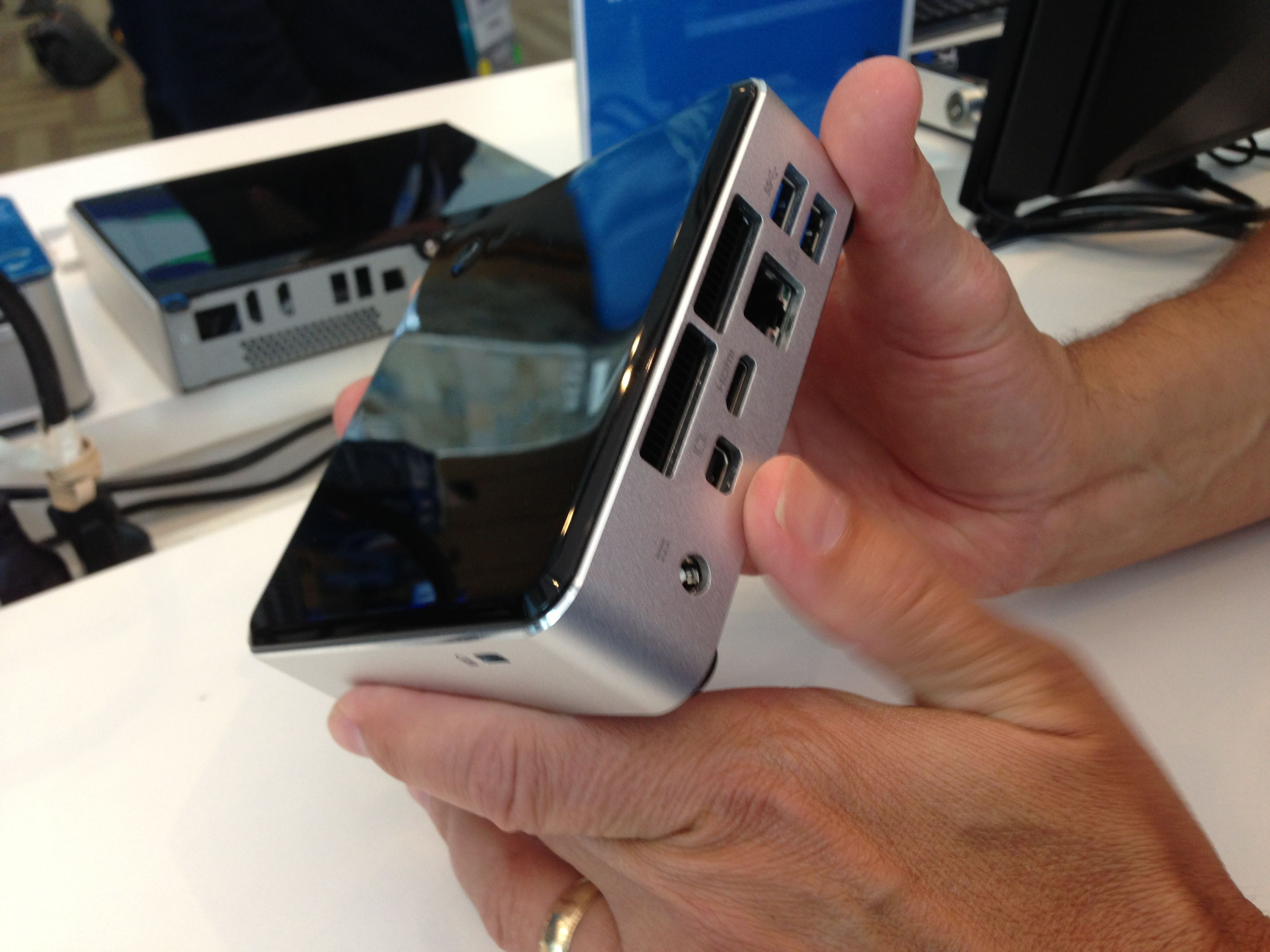
Een mini-pc van Intel.

De mini-pc is een kleine volwaardige pc waarbij tijdens het ontwerp de nadruk heeft gelegen op de afmetingen, kosten en het lage energieverbruik.
De eerste mini-pc's kwamen in 2008 op de markt, onder meer van fabrikanten Asus, MSI en Fujitsu. Mini-pc's kunnen zowel compleet of als bouwpakket worden gekocht. Modellen vanaf 2010 zijn door ontwikkeling van de chipset energiezuiniger geworden, en sommige varianten kunnen op de achterkant van een monitor worden gemonteerd.

## Ontwerp
Vanwege het ontwerp van de mini-pc en de geringe afmetingen wordt intern niet de meest krachtige processor opgenomen. Opgenomen vermogen van de processor moet laag zijn omdat warmte-afvoer via dissipatie over een klein oppervlak zal moeten plaatsvinden. Een bijkomende gewenste eigenschap is dat de moderne mini-pc geen ventilator bevat en hierdoor geluidsarm is. 
Voor mini-pc's is een groot aantal sleuven niet gewenst en zal een dvd-station niet intern worden opgenomen, in tegenstelling tot een desktopcomputer, waarbij men voldoende ruimte creëert voor 3,5-inch disk-sleuven, dvd-stations en ventilatie. Ook is de mini-pc doorgaans voorzien van één 2,5-inch harde schijf (HDD) of één solid state drive (SSD).
Aanvankelijk zag men de mini-pc vooral voor consumenten met toepassingen als mediaspeler en interface tussen internet en de tv. Deze toepassingen zijn grotendeels overgenomen door de smart-tv.
Besturingssystemen waren aanvankelijk vergelijkbaar met die van de desktop-pc's, maar er is een ontwikkeling naar Android en Windows 7 of 8.1 embedded in geval van mini-pc's voor consumenten-toepassingen.
Voor industriële toepassingen worden door een groot aantal producenten inmiddels ook mini-pc-systemen ontwikkeld.
De focus bij de ontwikkeling van een industriële mini-pc ligt iets minder op afmetingen en meer op:
- Voedingsspanning: in de industrie doorgaans een gebied van 10 tot 30 volt gelijkspanning, zodat ze gevoed kunnen worden uit zowel 12VDC- of 24VDC-voedingsbron.
- Temperatuurbereik, vanwege passieve koeling
- Aanwezigheid van één of meerdere COM-poorten, bij voorkeur zowel RS232 als RS485. In de industrie wordt RS232 en RS485 nog veelvuldig gebruikt voor communicatie naar externe apparatuur zoals kaartlezers, radiomodems en PLC-systemen.
- Aanwezigheid van meerdere USB-poorten
- Montagemogelijkheid op de montageplaat van een schakelkast of montagemogelijkheid op DIN-rail

In de industrie wordt de mini-pc ingezet in toepassingen als:
- besturing van delen van machines en productie
- gegevensverzameling
- presentatie/ informatie
- interface-doeleinden